# Trujillo (Peru)
Trujillo [truchiljo] je město v severním Peru v departementu La Libertad na pobřeží Tichého oceánu. Žije zde přibližně 920 tisíc obyvatel.

## Historie
Město bylo centrem močické kultury a v letech 1250–1470 čimské kultury, později je dobyli Inkové. Roku 1534 je znovu založil Francisco Pizarro a nazval podle svého rodného města ve Španělsku. V 16. století se zde usadila řada španělských šlechticů, kteří si zde postavili paláce. Roku 1820 zde byla vyhlášena nezávislost Peru a pobýval zde i Simón Bolívar.

## Turismus
Město je dnes vyhledávaným turistickým střediskem jednak pro surfing, jednak pro historické památky ve městě a pro archeologické památky iberoamerických kultur (Močikové, Čimúové) v blízkém okolí, např. hliněného města Chan Chan nebo ruiny pyramid Huaca de la Luna (Měsíční pyramida) a Huaca del Sol (Sluneční pyramida). Je zde také řada kulturních událostí a festivalů, které navazují na bohaté kulturní tradice.

## Fotogalerie

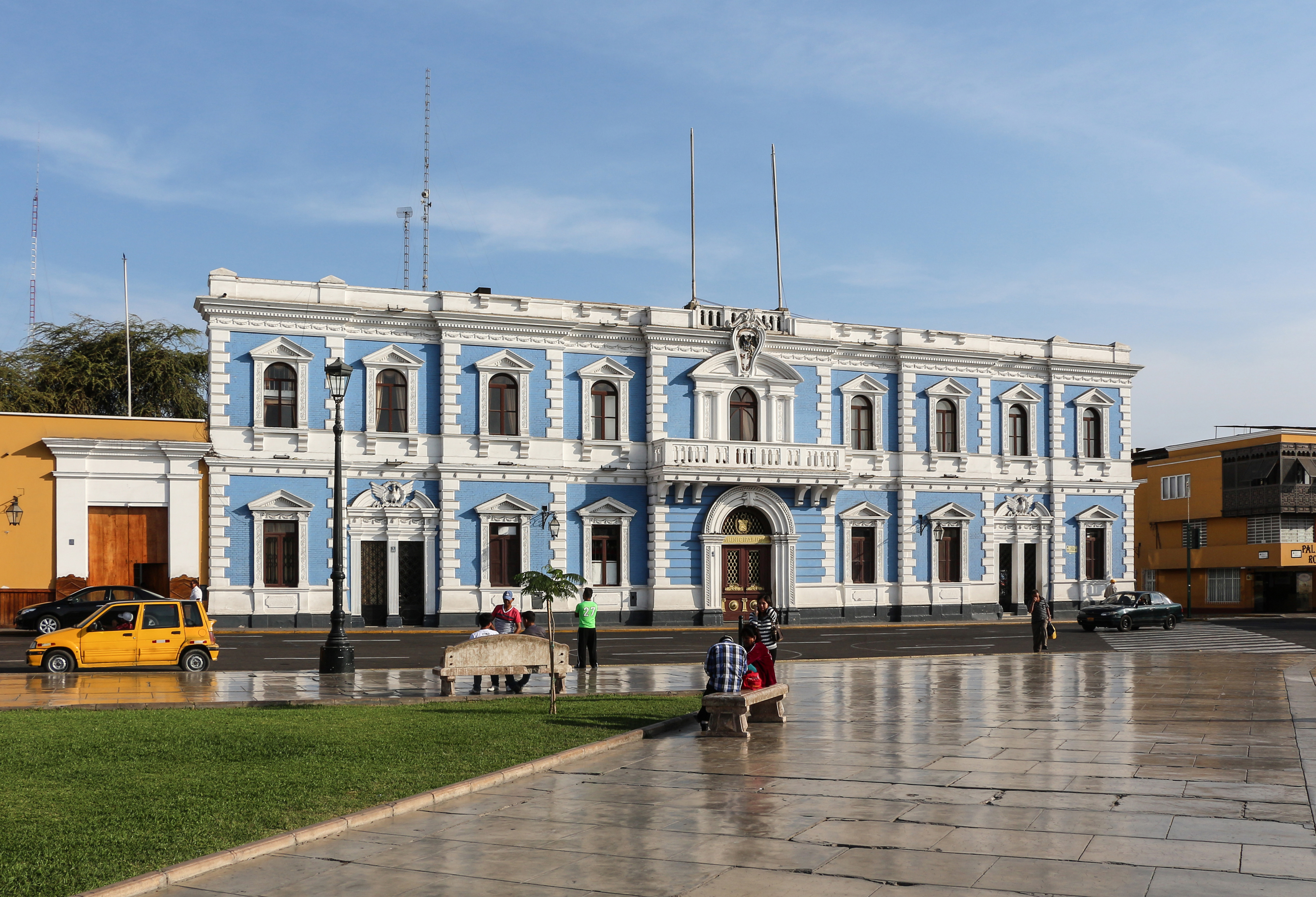
Radnice na Plaza de Armas
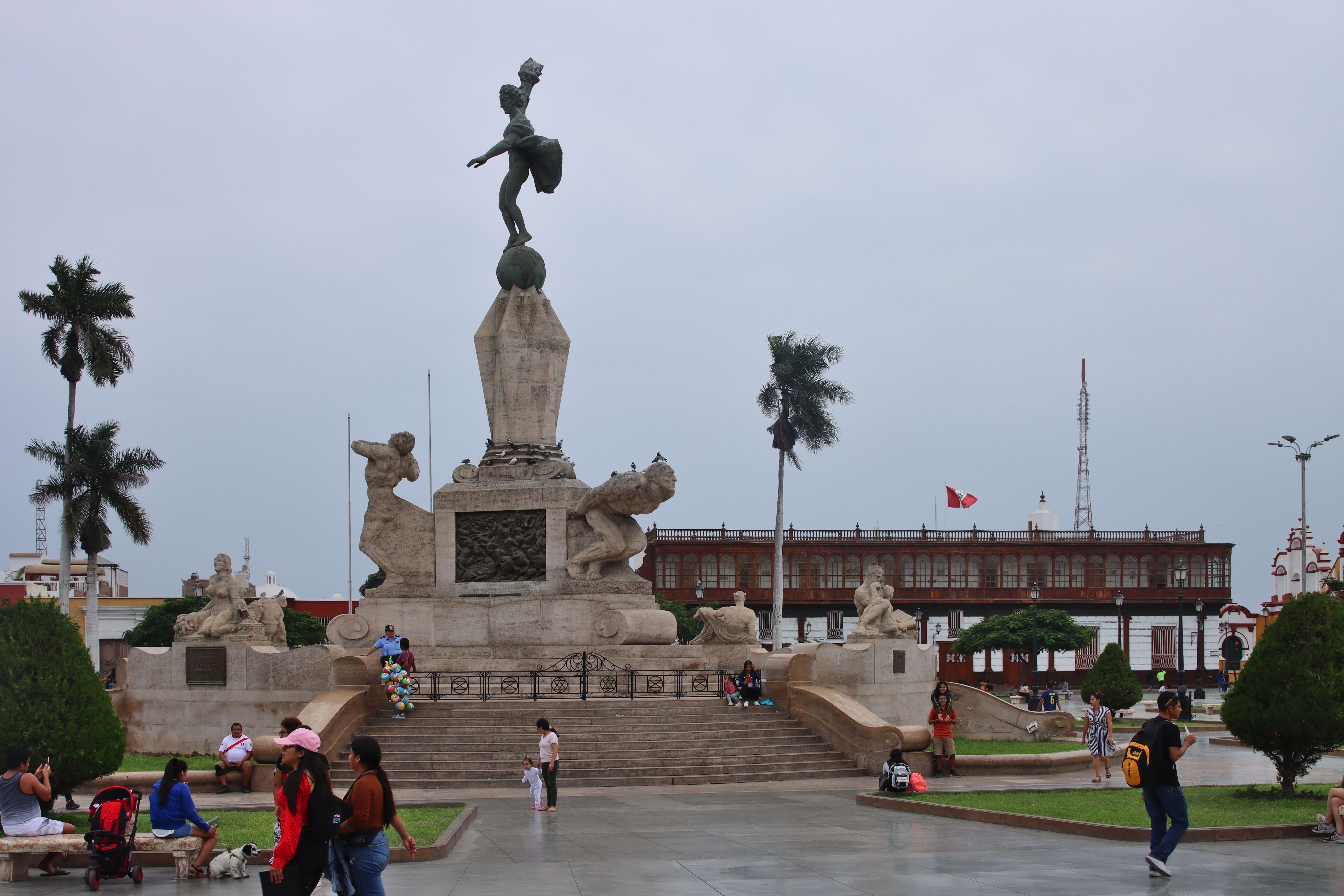
Památník Nezávislosti na Plaza de Armas
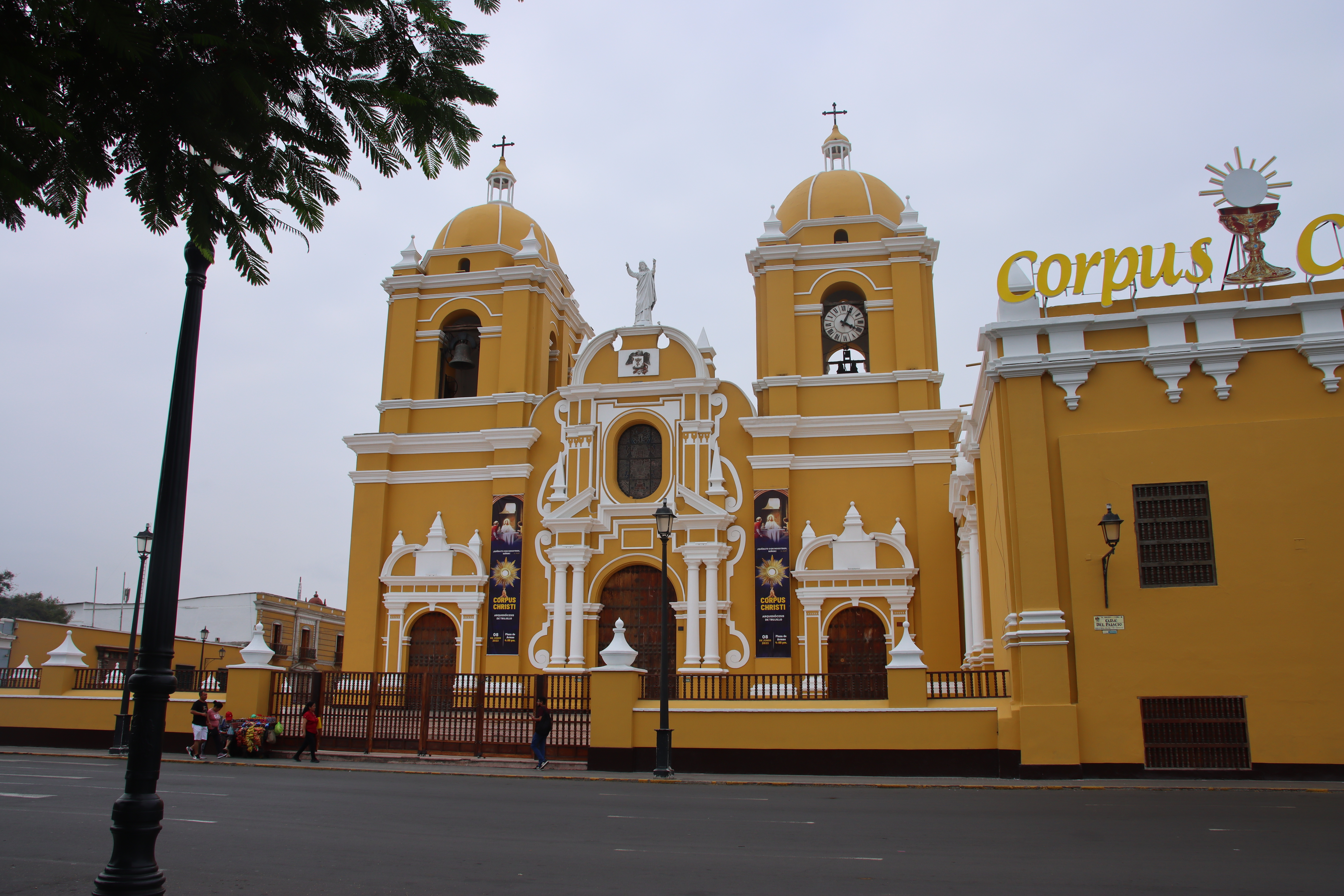
Katedrála
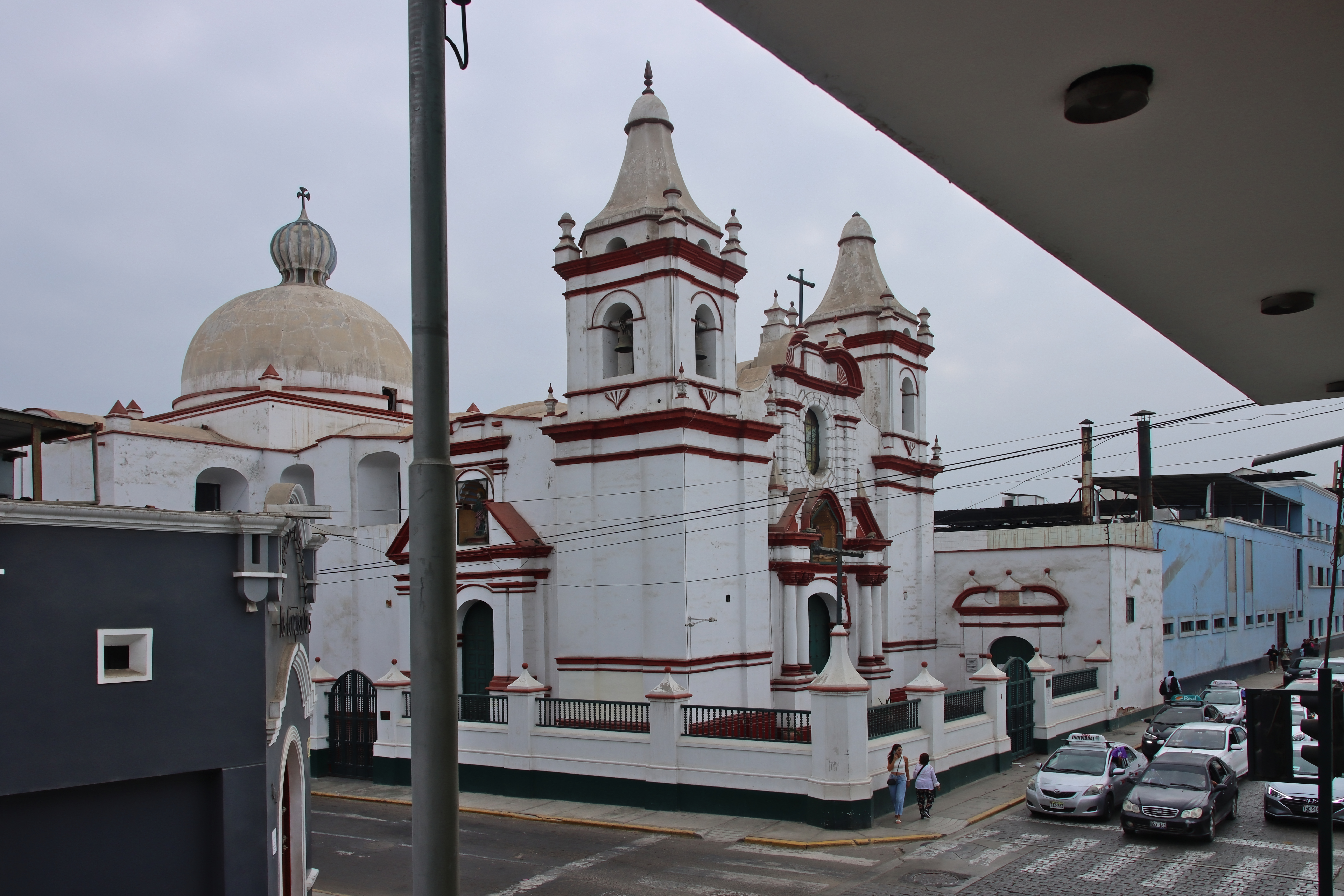
Betlémský kostel
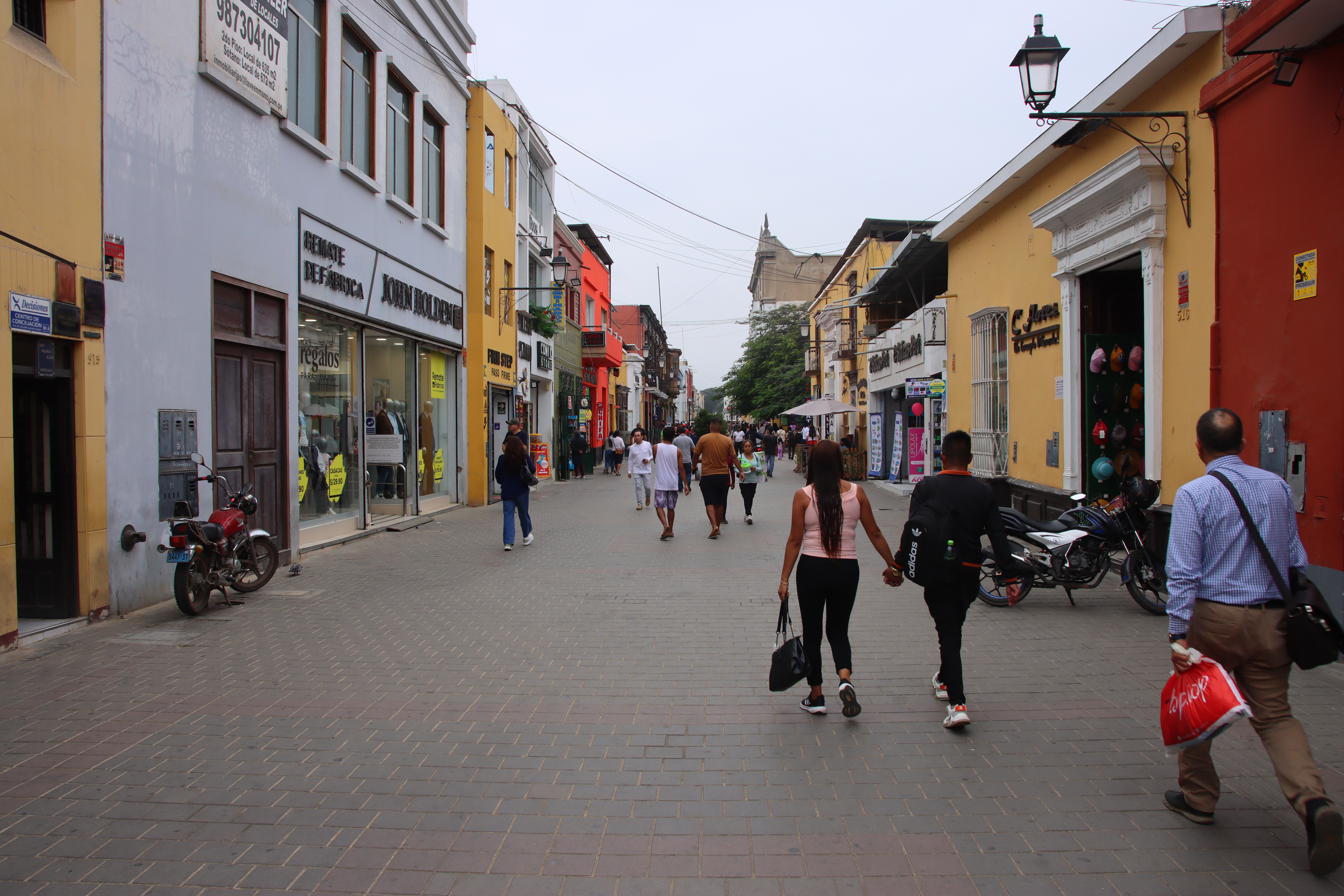
Hlavní ulice Jirón Francisco Pizarro
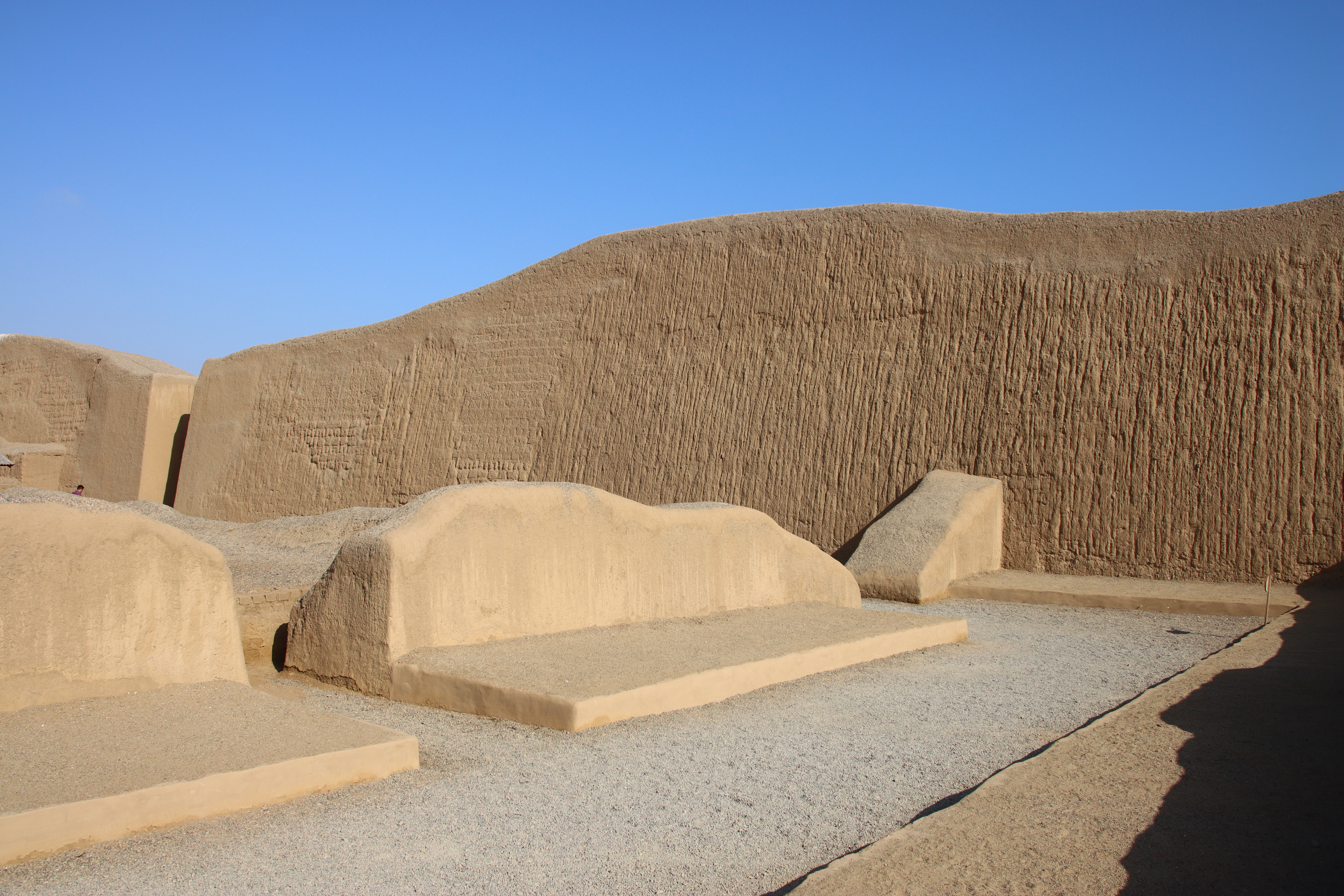
Chan Chan
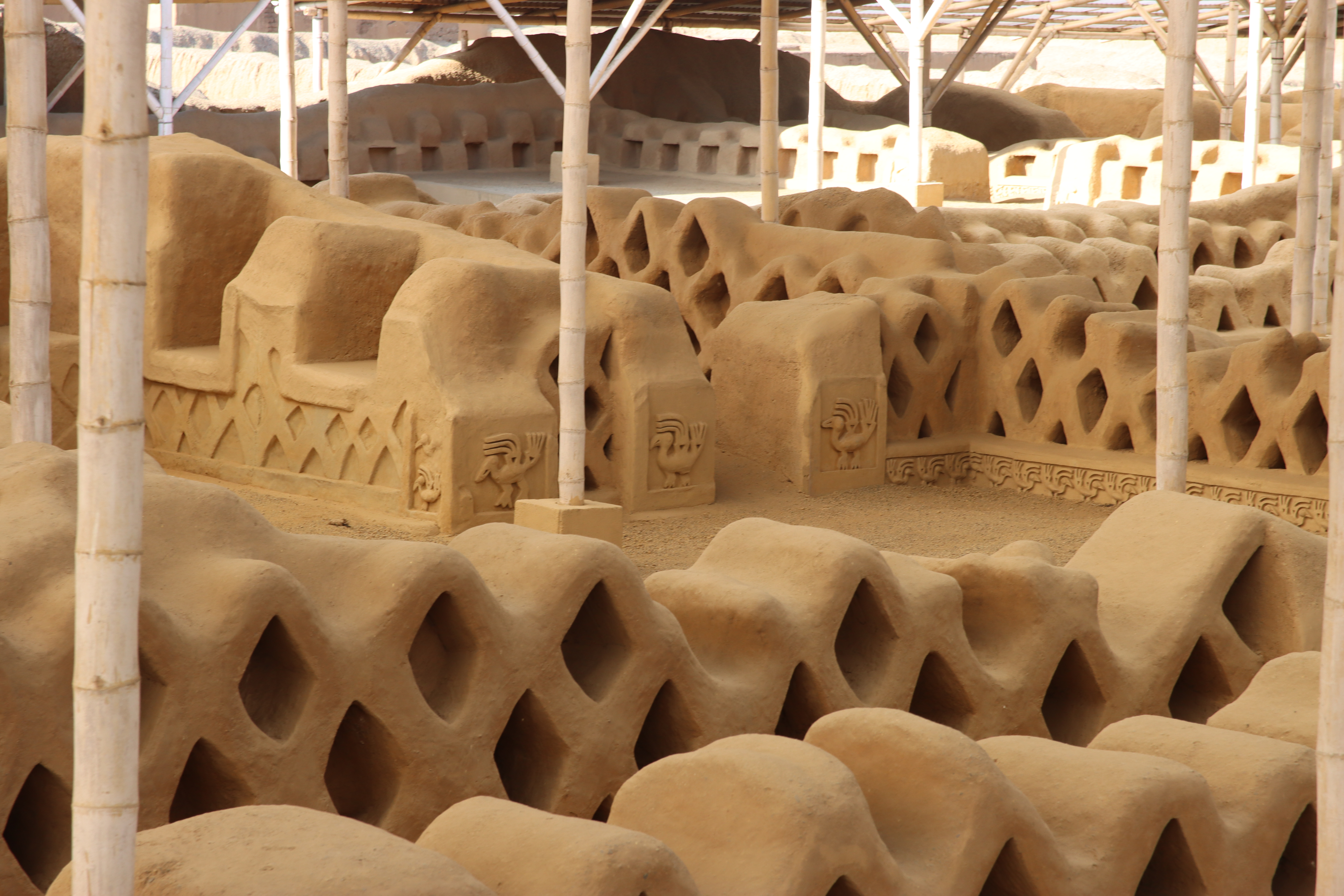
Chan Chan